# Состояние Фока
Фоковское состояние — это квантовомеханическое состояние с точно определённым количеством частиц. Названо в честь советского физика В. А. Фока.

## Свойства фоковских состояний
В фоковском состоянии {\displaystyle |n\rangle } находится n частиц, где n — целое число.
В основном состоянии {\displaystyle |0\rangle } нет ни одного кванта. Часто {\displaystyle |0\rangle } также называют вакуумным состоянием.
При рассмотрении вторичного квантования состояния Фока формируют самый удобный базис пространства Фока.
Действие операторов рождения и уничтожения на них весьма просто. Они подчиняются следующим соотношениям статистики Бозе — Эйнштейна (случай частиц с целым спином):
{\displaystyle a^{\dagger }|n\rangle ={\sqrt {n+1}}|n+1\rangle }
{\displaystyle a|n\rangle ={\sqrt {n}}|n-1\rangle }
{\displaystyle |n\rangle ={1 \over {\sqrt {n!}}}(a^{\dagger })^{n}|0\rangle }
где {\displaystyle a} и {\displaystyle a^{\dagger }} — являются операторами уничтожения и рождения соответственно. Похожие соотношения выполняются для статистики Ферми — Дирака (для частиц с полуцелым спином).
Из этих соотношений следует, что
{\displaystyle <a^{\dagger }a>=n}
и
{\displaystyle Var(a^{\dagger }a)=0,}
таким образом, измерение числа частиц {\displaystyle a^{\dagger }a} в состоянии Фока всегда даёт определённое значение без флуктуаций.

### Состояния Фока не являются собственными функциями гамильтониана в общем случае
В формализме вторичного квантования плотность гамильтониана даётся выражением
{\displaystyle {\mathfrak {H}}={\frac {1}{2m}}\nabla _{i}\psi ^{*}(x)\,\nabla _{i}\psi (x)},
и общий гамильтониан записывается так:
{\displaystyle {\begin{aligned}{\mathcal {H}}&=\int d^{3}x\,{\mathfrak {H}}=\int d^{3}x\psi ^{*}(x)\left(-{\frac {\nabla ^{2}}{2m}}\right)\psi (x)\\\therefore {\mathfrak {H}}&=-{\frac {\nabla ^{2}}{2m}}\end{aligned}}}
В свободной теории Шрёдингера (т. е. для не взаимодействующих частиц в нерелятивистском приближении)
{\displaystyle {\mathfrak {H}}\psi _{n}^{(+)}(x)=-{\frac {\nabla ^{2}}{2m}}\psi _{n}^{(+)}(x)=E_{n}^{0}\psi _{n}^{(+)}(x)}
и
{\displaystyle \int d^{3}x\,\psi _{n}^{(+)^{*}}(x)\,\psi _{n'}^{(+)}(x)=\delta _{nn'}}
и
{\displaystyle \psi (x)=\sum _{n}a_{n}\psi _{n}^{(+)}(x)},
где {\displaystyle a_{n}} — оператор уничтожения.
{\displaystyle \therefore {\mathcal {H}}=\sum _{n,n'}\int d^{3}x\,a_{n'}^{\dagger }\psi _{n'}^{(+)^{*}}(x)\,{\mathfrak {H}}a_{n}\psi _{n}^{(+)}(x)}
Только для невзаимодействующих частиц {\displaystyle {\mathfrak {H}}} и {\displaystyle a_{n}} коммутируют; в общем случае они не коммутируют. Для невзаимодействующих частиц
{\displaystyle {\mathcal {H}}=\sum _{n,n'}\int d^{3}x\,a_{n'}^{\dagger }\psi _{n'}^{(+)^{*}}(x)\,E_{n}^{0}\psi _{n}^{(+)}(x)a_{n}=\sum _{n,n'}E_{n}^{0}a_{n'}^{\dagger }a_{n}\delta _{nn'}=\sum _{n}E_{n}^{0}a_{n}^{\dagger }a_{n}=\sum _{n}E_{n}^{0}{\widehat {N}}}
Если они не коммутируют, гамильтониан не будет иметь вышеуказанного выражения. Следовательно, в общем случае фоковские состояния не являются состояниями системы с определённым значением энергии.

## Энергия состояний
Фоковские состояния являются собственными функциями гамильтониана поля {\displaystyle H=\hbar \omega (a^{\dagger }a+1/2)}:
{\displaystyle H|n\rangle =E_{n}|n\rangle ,}
где {\displaystyle E_{n}} — энергия соответствующего состояния {\displaystyle |n\rangle }.
При подстановке гамильтониана в приведённое выше выражение получим:
{\displaystyle \hbar \omega \left(a^{\dagger }a+{\frac {1}{2}}\right)|n\rangle =\hbar \omega \left(n+{\frac {1}{2}}\right)|n\rangle }
Следовательно, энергия состояния {\displaystyle |n\rangle } равна {\displaystyle E_{n}=\hbar \omega \left(n+{\frac {1}{2}}\right)}, где {\displaystyle \omega } — частота поля.
Ещё раз отметим, что энергия нулевого (основного) состояния с {\displaystyle n=0} отлична от нуля, и её называют нулевой энергией.

## Вакуумные флуктуации
См. также Частота Раби
Вакуумное состояние, или {\displaystyle |0\rangle }, есть состояние с наименьшей энергией. Для него
{\displaystyle a|0\rangle =0=\langle 0|a^{\dagger }.}
Электрическое и магнитное поля и векторный потенциал имеют одинаковый вид:
{\displaystyle F({\vec {r}},t)=\varepsilon ae^{i(({\vec {k}}\cdot {\vec {r}})-\omega t)}+} {\displaystyle h.c.}
Легко заметить, что величина оператора поля этого состояния исчезает в вакуумном состоянии:
{\displaystyle \langle 0|F|0\rangle =0.}
Однако можно показать, что квадрат оператора поля не равен нулю.
Вакуумные флуктуации ответственны за многие интересные явления в квантовой оптике, например, такие, как сдвиг Лэмба и сила Казимира.